# Talamanca (canton)
Talamanca est un canton (deuxième échelon administratif) costaricien de la province de Limón au Costa Rica.
Son chef-lieu est la ville de Bribri, sur le Rio Sixaola, à la frontière du Panama.

## Géographie

### Districts
- Bratsi (en)
- Sixaola (en)
- Cahuita (en)
- Telire (en)

### Autres
Le canton de Talamanca offre une importante biodiversité. Son climat passe de tropical humide de la côte à la forêt pluviale, jusqu'aux landes alpines de la cordillère de Talamanca.

## Personnalités liées
- Sheika Scott, née en 2006 à Talamanca, footballeuse internationale costaricienne.